# Gérard Garouste
Gérard Garouste (París, 10 de marzo de 1946) es un pintor y artista contemporáneo francés. Desde 1979, desarrolla su actividad en Marcilly-sur-Eure, Normandía.

## Biografía

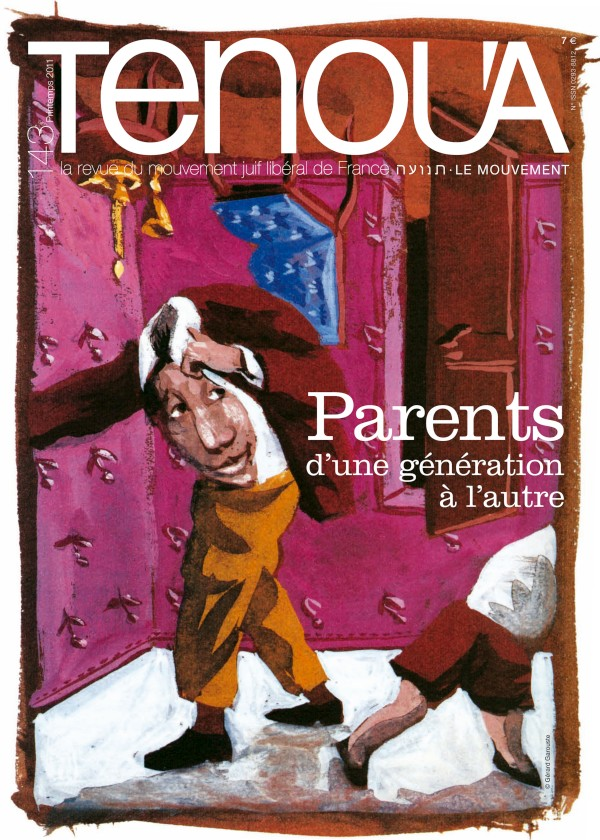
Portada de la revista Tenoua, realizada sobre una obra de Gérard Garouste.

Gérard Garouste nació en París en 1946. Estudió en la Escuela de Bellas Artes de París de 1965 a 1972, en especial con Gustave Singier. Allí nació su amor por Marcel Duchamp. Por esta época, creó varias obras de escenografía para su amigo, el director Jean-Michel Ribes, en particular para las producciones de Il faut que le Sycomore coule y Jacky parady. En 1977 presentó en el Palace Theatre Le Classique et l'Indien, un espectáculo escrito y dirigido por en joven Garouste. Permanecería en el Palace Theater hasta 1982 como escenógrafo y pintor. Casado con la diseñadora Élisabeth Garouste en 1969, se separó años más tarde.
En 1980, expuso en la galería Durand-Dessert, mostrando pinturas figurativas, mitológicas y alegóricas. Su primera exposición internacional tuvo lugar en la ciudad de Nueva York en 1982 en la Holly Solomon Gallery . Siguieron otros, como los de la Galería Leo Castelli en Nueva York y en Sperone, Italia . Fue el único artista francés invitado al Zeitgeist de Berlín. El reconocimiento institucional le llegó en 1987, en el CAPC de Burdeos y luego en la Fundación Cartier. Garouste ha realizado pinturas para el Palacio del Elíseo, esculturas para la Catedral de Évry, el techo del teatro de Namur y las vidrieras de la iglesia de Notre-Dame de Talant. En 1989, hizo el telón del Teatro del Châtelet. En 1996 realizó para la Biblioteca Nacional de Francia una obra mezcla de pintura y hierro forjado y en 2001, presentó en la Fundación Cartier la obra Ellipse, un montaje de diseño propio.

## Trabajos más importantes

### Artes visuales
- La Mouche
- Ellipse, Fundación Cartier
- Dante
- L'Antipode
- Senza titolo, en la colección "Terrae Motus", Palacio Real de Caserta.

### Teatro
Le Classique et l'Indien, 1977

## Exposiciones individuales
- 1988 : Gérard Garouste, Museo Nacional de Arte Moderno, París.
- 2001 : Ellipse, Fundación Cartier, París.
- 2002 : Kézive ou la ville mensonge, Daniel Templon Gallery, París.
- 2003 : Saintes ellipses, Hospital de la Pitié-Salpêtrière.
- 2004 : Portraits, Galerie Daniel Templon, París.
- 2005 : La Coupole, Panteón de París.
- 2006 : L'Anesse et la Figue, Daniel Templon Gallery, París.
- 2008 : La Bourgogne, la famille et l'eau tiède, Daniel Templon Gallery, París.
- 2012 : Walpurgisnacht, Daniel Templon Gallery, París.
- 2014 : Ineffable Tales, Daniel Templon Gallery, París.
- 2022 : Gérard Garouste, Centro Pompidou, París.

## Reconocimientos
- Oficial de la Legión de Honor (2015)[1]